# Badhni Kalan
Badhni Kalan è una suddivisione dell'India, classificata come nagar panchayat, di 6.373 abitanti, situata nel distretto di Moga, nello stato federato del Punjab. In base al numero di abitanti la città rientra nella classe V (da 5.000 a 9.999 persone).

## Geografia fisica
La città è situata a 30° 40' 60 N e 75° 16' 60 E e ha un'altitudine di 224 m s.l.m..

## Società

### Evoluzione demografica
Al censimento del 2001 la popolazione di Badhni Kalan assommava a 6.373 persone, delle quali 3.312 maschi e 3.061 femmine. I bambini di età inferiore o uguale ai sei anni assommavano a 716, dei quali 382 maschi e 334 femmine. Infine, coloro che erano in grado di saper almeno leggere e scrivere erano 3.694, dei quali 1.963 maschi e 1.731 femmine.